# Forteresse Saint-Dimitri-de-Rostov
La forteresse Saint-Dimitri-de-Rostov est une fortification frontalière de l’Empire russe fondée en 1761 et désaffectée en 1835. Elle est à l’origine de la ville de Rostov-sur-le-Don (oblast de Rostov, Russie).

## Construction
Dans les années 1740 le besoin se fait sentir de renforcer la protection de la douane de Temernik, la forteresse Sainte-Anne ne suffisant plus. Un endroit approprié est trouvé en 1744 par le capitaine Sipiaguine mais le sénat rejette les sept premiers projets avant d’avaliser le 20 décembre 1760 le déplacement de la garnison de Sainte-Anne au nouvel endroit. Le 6 avril 1761 l’impératrice Élisabeth signe un oukaze dédiant la nouvelle forteresse à saint Dimitri de Rostov, les travaux débutent dans l’année et sont terminés en 1763.

## Description
La forteresse Saint-Dimitri-de-Rostov était d’une grande importance stratégique, garantissant l’accès à la Mer d'Azov et la frontière méridionale de l’empire russe. S’étendant sur 76 ha c’était la plus puissante forteresse du sud de la Russie.
La forteresse en forme d’étoile comportait neuf redoutes entourées de fossés et reliés par des demi-lunes. Vers le Don la forteresse était protégée par un bastion dehors en forme de couronne (Kronwerk). En-dessous du bastion deux redoutes, trois batteries et deux demi-bastions renforçaient les fortifications. Deux portes (à l’ouest la porte de l’Archange, à l’est la porte de Saint Georges) contrôlaient l’accès à la forteresse, armée de 238 canons.
Au centre de la forteresse s’élevait la cathédrale de l’Intercession.

## Démantèlement
La guerre russo-turque de 1768-1774 et le traité de Küçük Kaynarca (1774) renforcent la présence russe au nord de la Mer Noire, la forteresse Saint-Dimitri-de-Rostov perd son caractère frontalier et stratégique. En 1811 les faubourgs de la forteresse deviennent la ville de Rostov-sur-le-Don. La garnison est transférée à Anapa en 1835, les bastions et fossés sont détruits au cours du XIXe siècle.
De nos jours le territoire où se situait la forteresse est compris entre les rues Gorki et Stanislavski ainsi que la perspective Tchékhov et la ruelle de la forteresse.